# Franco van Parijs
Franco van Parijs (Boulonnais, circa 1000 – Parijs, 1030) was bisschop van Parijs (1020-1030).
Franco was afkomstig van het grafelijk Huis van Boulogne; mogelijks waren zijn ouders Boudewijn, graaf van Boulogne-sur-Mer en Adelia van Gent. Franco was in zijn tijd bekend als een geletterde en belezen man. Hij was in dienst van koning Robert de Vrome van Frankrijk, een Capetinger. De vroomheid in de koninklijke naam verwijst naar de bestraffing van ketters in die tijd.  
Franco werd kanselier van Frankrijk op verzoek van Robert de Vrome en was daarnaast deken van het kapittel van de Sint-Stefanuskathedraal in Parijs. In 1020 verkoos het kapittel Franco tot bisschop van Parijs. Franco nam deel aan het lokaal concilie van Orléans, dat 13 ketters naar de brandstapel stuurde (1022). Hij stierf in 1030, vermoedelijk in Parijs.